# Saint-Lattier
Saint-Lattier – miejscowość i gmina we Francji, w regionie Owernia-Rodan-Alpy, w departamencie Isère. Nazwa miejscowości pochodzi od imienia św. Eleuteriusza (Eleuterego).
Według danych na rok 1990 gminę zamieszkiwało 1028 osób, a gęstość zaludnienia wynosiła 57 osób/km² (wśród 2880 gmin regionu Rodan-Alpy Saint-Lattier plasuje się na 761. miejscu pod względem liczby ludności, natomiast pod względem powierzchni na miejscu 597.).
Przez gminę przepływa rzeka Isère. 